# Cúp Vàng CONCACAF 2009
Cúp Vàng CONCACAF 2009 là Cúp Vàng CONCACAF lần thứ 10 do CONCACAF tổ chức.
Giải đấu được diễn ra tại Hoa Kỳ từ 3 đến 26 tháng 7 năm 2009. Giải đấu có 12 đội tham dự, chia làm 3 bảng 4 đội để chọn ra 2 đội đứng đầu bảng và đội đứng thứ ba có thành tích tốt nhất giành quyền vào vòng trong. Mexico giành chức vô địch lần thứ năm sau khi vượt qua đương kim vô địch Hoa Kỳ 5-0 ở trận chung kết.

## Các đội giành quyền tham dự

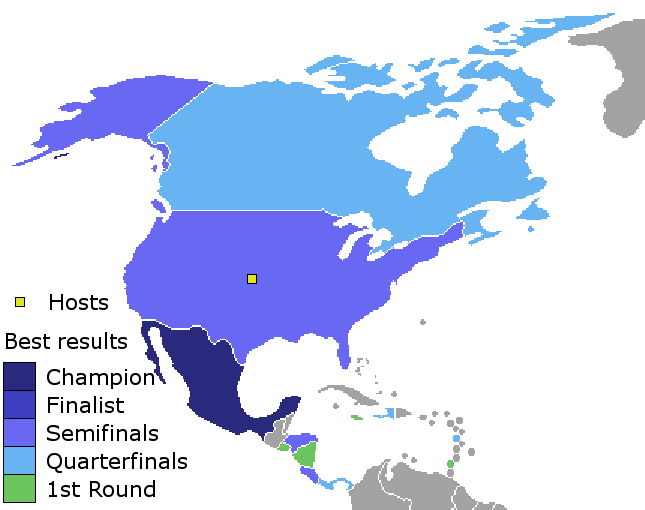
Các đội giành quyền tham dự Cúp Vàng CONCACAF 2009

| Đội                             | Tư cách qua vòng loại | Lần tham dự |
| Vùng Bắc Mỹ                     | Vùng Bắc Mỹ           | Vùng Bắc Mỹ |
| ------------------------------- | --------------------- | ----------- |
| Hoa Kỳ                          | Chủ nhà               | 10          |
| México                          | Dự thẳng              | 10          |
| Canada                          | Dự thẳng              | 9           |
| Top 4 Cúp bóng đá Caribe 2008   |                       |             |
| Jamaica                         | Vô địch               | 7           |
| Grenada                         | Á quân                | Lần đầu     |
| Guadeloupe                      | Hạng ba               | 2           |
| Haiti                           | Hạng năm              | 4           |
| Top 5 Cúp bóng đá Trung Mỹ 2009 |                       |             |
| Panama                          | Vô địch               | 4           |
| Costa Rica                      | Á quân                | 9           |
| Honduras                        | Hạng ba               | 9           |
| El Salvador                     | Hạng tư               | 6           |
| Nicaragua                       | Hạng năm              | Lần đầu     |

Chú thích:
1. ↑  Cuba kết thúc ở vị trí thứ tư Cúp bóng đá Caribe 2008, nhưng sau đó Cuba rút lui [1][2] và thay thế bởi Haiti.[3]

## Trọng tài
| - Paul Ward - Wálter Quesada - Joel Aguilar - Walter López - José Pineda | - Courtney Campbell - Benito Archundia - Marco Antonio Rodríguez - Roberto García - Roberto Moreno | - Enrico Wijngaarde - Geoffrey Hospedales - Neal Brizan - Jair Marrufo - Terry Vaughn |

## Địa điểm
| East Rutherford                 | Arlington | Houston | Foxborough | Philadelphia                 |
| ------------------------------- | --- | --- | --- | ---------------------------- |
| Sân vận động Giants             | Sân vận động Cowboys                                                                                            | Sân vận động Reliant                                                                                            | Sân vận động Gillette                                                                                           | Lincoln Financial Field      |
| Sức chứa: 80.242                | Sức chứa: 80.000                                                                                                | Sức chứa: 71.500                                                                                                | Sức chứa: 68.756                                                                                                | Sức chứa: 68.532             |
|                                 | | | |                              |
| Seattle                         | OaklandMiamiFoxboroughEast RutherfordCarsonSeattleHoustonChicagoGlendaleWashingtonArlingtonColumbusPhiladelphia | OaklandMiamiFoxboroughEast RutherfordCarsonSeattleHoustonChicagoGlendaleWashingtonArlingtonColumbusPhiladelphia | OaklandMiamiFoxboroughEast RutherfordCarsonSeattleHoustonChicagoGlendaleWashingtonArlingtonColumbusPhiladelphia | Glendale                     |
| Qwest Field                     | OaklandMiamiFoxboroughEast RutherfordCarsonSeattleHoustonChicagoGlendaleWashingtonArlingtonColumbusPhiladelphia | OaklandMiamiFoxboroughEast RutherfordCarsonSeattleHoustonChicagoGlendaleWashingtonArlingtonColumbusPhiladelphia | OaklandMiamiFoxboroughEast RutherfordCarsonSeattleHoustonChicagoGlendaleWashingtonArlingtonColumbusPhiladelphia | Sân vận động Đại học Phoenix |
| Sức chứa: 67.000                | OaklandMiamiFoxboroughEast RutherfordCarsonSeattleHoustonChicagoGlendaleWashingtonArlingtonColumbusPhiladelphia | OaklandMiamiFoxboroughEast RutherfordCarsonSeattleHoustonChicagoGlendaleWashingtonArlingtonColumbusPhiladelphia | OaklandMiamiFoxboroughEast RutherfordCarsonSeattleHoustonChicagoGlendaleWashingtonArlingtonColumbusPhiladelphia | Sức chứa: 63.400             |
|                                 | OaklandMiamiFoxboroughEast RutherfordCarsonSeattleHoustonChicagoGlendaleWashingtonArlingtonColumbusPhiladelphia | OaklandMiamiFoxboroughEast RutherfordCarsonSeattleHoustonChicagoGlendaleWashingtonArlingtonColumbusPhiladelphia | OaklandMiamiFoxboroughEast RutherfordCarsonSeattleHoustonChicagoGlendaleWashingtonArlingtonColumbusPhiladelphia |                              |
| Oakland                         | OaklandMiamiFoxboroughEast RutherfordCarsonSeattleHoustonChicagoGlendaleWashingtonArlingtonColumbusPhiladelphia | OaklandMiamiFoxboroughEast RutherfordCarsonSeattleHoustonChicagoGlendaleWashingtonArlingtonColumbusPhiladelphia | OaklandMiamiFoxboroughEast RutherfordCarsonSeattleHoustonChicagoGlendaleWashingtonArlingtonColumbusPhiladelphia | Chicago                      |
| Đấu trường Quận Oakland-Alameda | OaklandMiamiFoxboroughEast RutherfordCarsonSeattleHoustonChicagoGlendaleWashingtonArlingtonColumbusPhiladelphia | OaklandMiamiFoxboroughEast RutherfordCarsonSeattleHoustonChicagoGlendaleWashingtonArlingtonColumbusPhiladelphia | OaklandMiamiFoxboroughEast RutherfordCarsonSeattleHoustonChicagoGlendaleWashingtonArlingtonColumbusPhiladelphia | Soldier Field                |
| Sức chứa: 63.026                | OaklandMiamiFoxboroughEast RutherfordCarsonSeattleHoustonChicagoGlendaleWashingtonArlingtonColumbusPhiladelphia | OaklandMiamiFoxboroughEast RutherfordCarsonSeattleHoustonChicagoGlendaleWashingtonArlingtonColumbusPhiladelphia | OaklandMiamiFoxboroughEast RutherfordCarsonSeattleHoustonChicagoGlendaleWashingtonArlingtonColumbusPhiladelphia | Sức chứa: 61.500             |
|                                 | OaklandMiamiFoxboroughEast RutherfordCarsonSeattleHoustonChicagoGlendaleWashingtonArlingtonColumbusPhiladelphia | OaklandMiamiFoxboroughEast RutherfordCarsonSeattleHoustonChicagoGlendaleWashingtonArlingtonColumbusPhiladelphia | OaklandMiamiFoxboroughEast RutherfordCarsonSeattleHoustonChicagoGlendaleWashingtonArlingtonColumbusPhiladelphia |                              |
| Washington, D.C.                | Carson | Columbus | Miami |                              |
| Sân vận động RFK                | Trung tâm The Home Depot                                                                                        | Sân vận động Columbus Crew                                                                                      | Sân vận động FIU                                                                                                |                              |
| Sức chứa: 56.692                | Sức chứa: 27.000                                                                                                | Sức chứa: 22.555                                                                                                | Sức chứa: 18.000                                                                                                |                              |
|                                 | | | |                              |

## Vòng bảng

### Bảng A
| Đội         | Trận | Thắng | Hoà | Thua | BT | BB | HS | Điểm |
| ----------- | ---- | ----- | --- | ---- | -- | -- | -- | ---- |
| Canada      | 3    | 2     | 1   | 0    | 4  | 2  | +2 | 7    |
| Costa Rica  | 3    | 1     | 1   | 1    | 4  | 4  | 0  | 4    |
| Jamaica     | 3    | 1     | 0   | 2    | 1  | 2  | −1 | 3    |
| El Salvador | 3    | 1     | 0   | 2    | 2  | 3  | −1 | 3    |

| 3 tháng 7 năm 2009  |     |             |
| Canada              | 1–0 | Jamaica     |
| Costa Rica          | 1–2 | El Salvador |
| 7 tháng 7 năm 2009  |     |             |
| Jamaica             | 0–1 | Costa Rica  |
| El Salvador         | 0–1 | Canada      |
| 10 tháng 7 năm 2009 |     |             |
| Costa Rica          | 2–2 | Canada      |
| El Salvador         | 0–1 | Jamaica     |

### Bảng B
| Đội      | Trận | Thắng | Hoà | Thua | BT | BB | HS  | Điểm |
| -------- | ---- | ----- | --- | ---- | -- | -- | --- | ---- |
| Hoa Kỳ   | 3    | 2     | 1   | 0    | 8  | 2  | +6  | 7    |
| Honduras | 3    | 2     | 0   | 1    | 5  | 2  | +3  | 6    |
| Haiti    | 3    | 1     | 1   | 1    | 4  | 3  | +1  | 4    |
| Grenada  | 3    | 0     | 0   | 3    | 0  | 10 | −10 | 0    |

| 4 tháng 7 năm 2009  |     |          |
| Honduras            | 1–0 | Haiti    |
| Grenada             | 0–4 | Hoa Kỳ   |
| 8 tháng 7 năm 2009  |     |          |
| Haiti               | 2–0 | Grenada  |
| Hoa Kỳ              | 2–0 | Honduras |
| 11 tháng 7 năm 2009 |     |          |
| Hoa Kỳ              | 2–2 | Haiti    |
| Honduras            | 4–0 | Grenada  |

### Bảng C
| Đội        | Trận | Thắng | Hoà | Thua | BT | BB | HS | Điểm |
| ---------- | ---- | ----- | --- | ---- | -- | -- | -- | ---- |
| México     | 3    | 2     | 1   | 0    | 5  | 1  | +4 | 7    |
| Guadeloupe | 3    | 2     | 0   | 1    | 4  | 3  | +1 | 6    |
| Panama     | 3    | 1     | 1   | 1    | 6  | 3  | +3 | 4    |
| Nicaragua  | 3    | 0     | 0   | 3    | 0  | 8  | −8 | 0    |

| 5 tháng 7 năm 2009  |     |            |
| Panama              | 1–2 | Guadeloupe |
| Nicaragua           | 0–2 | México     |
| 9 tháng 7 năm 2009  |     |            |
| Guadeloupe          | 2–0 | Nicaragua  |
| México              | 1–1 | Panama     |
| 12 tháng 7 năm 2009 |     |            |
| Panama              | 4–0 | Nicaragua  |
| México              | 2–0 | Guadeloupe |

### Thứ tự các đội xếp thứ ba
| Grp | Đội     | Trận | Thắng | Hoà | Thua | BT | BB | HS | Điểm |
| --- | ------- | ---- | ----- | --- | ---- | -- | -- | -- | ---- |
| C   | Panama  | 3    | 1     | 1   | 1    | 6  | 3  | +3 | 4    |
| B   | Haiti   | 3    | 1     | 1   | 1    | 4  | 3  | +1 | 4    |
| A   | Jamaica | 3    | 1     | 0   | 2    | 1  | 2  | −1 | 3    |

## Vòng đấu loại trực tiếp
|  | Tứ kết                    | Tứ kết               |                                       |       | Bán kết | Bán kết |  |  | Chung kết | Chung kết |
|  |                           |                      |                                       |       |         |         |  |  |           |           |
|  | 18 tháng 7 – Philadelphia |                      |                                       |       |         |         |  |  |           |           |
|  |                           |                      |                                       |       |         |         |  |  |           |           |
|  | Canada                    | 0                    |                                       |       |         |         |  |  |           |           |
|  | Canada                    | 0                    | 23 tháng 7 – Chicago                  |       |         |         |  |  |           |           |
|  | Honduras                  | 1                    |                                       |       |         |         |  |  |           |           |
|  | Honduras                  | 1                    | Honduras                              | 0     |         |         |  |  |           |           |
|  | 18 tháng 7 – Philadelphia |                      | Honduras                              | 0     |         |         |  |  |           |           |
|  |                           |                      | Hoa Kỳ                                | 2     |         |         |  |  |           |           |
|  | Hoa Kỳ (h.p.)             | 2                    | Hoa Kỳ                                | 2     |         |         |  |  |           |           |
|  | Hoa Kỳ (h.p.)             | 2                    | 26 July – East Rutherford, New Jersey |       |         |         |  |  |           |           |
|  | Panama                    | 1                    |                                       |       |         |         |  |  |           |           |
|  | Panama                    | 1                    | Hoa Kỳ                                | 0     |         |         |  |  |           |           |
|  | 19 tháng 7 – Arlington    |                      | Hoa Kỳ                                | 0     |         |         |  |  |           |           |
|  |                           | México               | 5                                     |       |         |         |  |  |           |           |
|  | Guadeloupe                | México               | 5                                     | 1     |         |         |  |  |           |           |
|  | Guadeloupe                | 23 tháng 7 – Chicago |                                       | 1     |         |         |  |  |           |           |
|  | Costa Rica                | 5                    |                                       |       |         |         |  |  |           |           |
|  | Costa Rica                | 5                    | Costa Rica                            | 1 (3) |         |         |  |  |           |           |
|  | 19 tháng 7 – Arlington    |                      | Costa Rica                            | 1 (3) |         |         |  |  |           |           |
|  |                           |                      | México (h.p. pen.)                    | 1 (5) |         |         |  |  |           |           |
|  | México                    | 4                    | México (h.p. pen.)                    | 1 (5) |         |         |  |  |           |           |
|  | México                    | 4                    |                                       |       |         |         |  |  |           |           |
|  | Haiti                     | 0                    |                                       |       |         |         |  |  |           |           |
|  | Haiti                     | 0                    |                                       |       |         |         |  |  |           |           |
|  |                           |                      |                                       |       |         |         |  |  |           |           |

### Tứ kết
| Canada | 0 – 1    | Honduras             |
| ------ | -------- | -------------------- |
|        | Chi tiết | Martínez 36' (ph.đ.) |

| Hoa Kỳ                              | 2 – 1 (h.p.) | Panama    |
| ----------------------------------- | ------------ | --------- |
| Beckerman 49' · Cooper 106' (ph.đ.) | Chi tiết     | Pérez 45' |

| Guadeloupe   | 1 – 5    | Costa Rica                                              |
| ------------ | -------- | ------------------------------------------------------- |
| Alphonse 64' | Chi tiết | Borges 3' · Saborío 16', 71' · Herron 47' · Herrera 89' |

| México                                        | 4 – 0    | Haiti |
| --------------------------------------------- | -------- | ----- |
| Sabah 23', 63' · Dos Santos 42' · Barrera 83' | Chi tiết |       |

### Bán kết
| Honduras | 0 – 2    | Hoa Kỳ                   |
| -------- | -------- | ------------------------ |
|          | Chi tiết | Goodson 45' · Cooper 90' |

| Costa Rica                          | 1 – 1 (h.p.) | México                                        |
| ----------------------------------- | ------------ | --------------------------------------------- |
| Ledezma 90+3'                       | Chi tiết     | Franco 88'                                    |
| Loạt sút luân lưu                   |              |                                               |
| Saborío · Borges · Ledezma · Oviedo | 3 – 5        | Franco · Dos Santos · Torrado · Juárez · Vela |

### Chung kết
| Hoa Kỳ | 0 – 5    | México                                                                    |
| ------ | -------- | ------------------------------------------------------------------------- |
|        | Chi tiết | Torrado 56' (ph.đ.) · Dos Santos 62' · Vela 67' · Castro 79' · Franco 90' |

### Vô địch
| Vô địch Cúp Vàng CONCACAF 2009 Mexico Lần thứ tám |

## Giải thưởng
| Chiếc giày vàng | Cầu thủ xuất sắc nhất | Thủ môn xuất sắc nhất | Đội đoạt giải phong cách |
| --------------- | --------------------- | --------------------- | ------------------------ |
| Miguel Sabah    | Giovani dos Santos    | Keylor Navas          | Hoa Kỳ                   |

### Đội hình toàn sao
| Thủ môn                      | Hậu vệ                                                                                  | Tiền vệ                                                                                        | Tiền đạo                                                 |
| ---------------------------- | --------------------------------------------------------------------------------------- | ---------------------------------------------------------------------------------------------- | -------------------------------------------------------- |
| Keylor Navas Guillermo Ochoa | Mike Klukowski Freddy Fernández Fausto Pinto Luis Moreno Clarence Goodson Chad Marshall | Julián de Guzmán Celso Borges Stéphane Auvray Gerardo Torrado Giovani dos Santos Stuart Holden | Álvaro Saborío Walter Martínez Miguel Sabah Kenny Cooper |

## Danh sách cầu thủ ghi bàn
4 bàn
- Miguel Sabah

3 bàn
- Blas Pérez

2 bàn
| - Ali Gerba - Celso Borges - Andy Herron - Álvaro Saborío - Osael Romero | - Carlo Costly - Walter Martínez - Gerardo Torrado - Giovani dos Santos - Pablo Barrera | - Guillermo Franco - Luis Tejada - Kenny Cooper - Stuart Holden |

1 bàn
| - Patrice Bernier - Marcel de Jong - Walter Centeno - Warren Granados - Pablo Herrera - Froylán Ledezma - Alexandre Alphonse - Stéphane Auvray - David Fleurival - Ludovic Gotin - Loïc Loval | - Mones Chéry - James Marcelin - Fabrice Noël - Vaniel Sirin - Roger Espinoza - Melvin Valladares - Omar Cummings - José Antonio Castro - Luis Miguel Noriega - Carlos Vela | - Nelson Barahona - Gabriel Enrique Gómez - Freddy Adu - Davy Arnaud - Kyle Beckerman - Brian Ching - Charlie Davies - Clarence Goodson - Santino Quaranta - Robbie Rogers |

## Bảng xếp hạng giải đấu
| Đội | Đội         | Số trận | Thắng | Hòa | Thua | Bàn thắng | Bàn thua | Hiệu số |
| --- | ----------- | ------- | ----- | --- | ---- | --------- | -------- | ------- |
| F   | México      | 6       | 4     | 2   | 0    | 15        | 2        | +13     |
| F   | Hoa Kỳ      | 6       | 4     | 1   | 1    | 12        | 8        | +4      |
| S   | Honduras    | 5       | 3     | 0   | 2    | 6         | 4        | +2      |
| S   | Costa Rica  | 5       | 2     | 2   | 1    | 10        | 6        | +4      |
| Q   | Canada      | 4       | 2     | 1   | 1    | 4         | 3        | +1      |
| Q   | Guadeloupe  | 4       | 2     | 0   | 2    | 5         | 8        | -3      |
| Q   | Panama      | 4       | 1     | 1   | 2    | 7         | 5        | +2      |
| Q   | Haiti       | 4       | 1     | 1   | 2    | 4         | 7        | −3      |
| 1   | El Salvador | 3       | 1     | 0   | 2    | 2         | 3        | −1      |
| 1   | Jamaica     | 3       | 1     | 0   | 2    | 1         | 2        | −1      |
| 1   | Nicaragua   | 3       | 0     | 0   | 3    | 0         | 8        | −8      |
| 1   | Grenada     | 3       | 0     | 0   | 3    | 0         | 10       | −10     |